# Rainer Werner Fassbinder
Rainer Werner Fassbinder (31. května 1945 Bad Wörishofen – 10. června 1982 Mnichov) byl německý režisér, scenárista, dramatik a herec a také přední představitel Neuer Deutscher Film, tedy nové vlny německé kinematografie.

## Život a dílo
Rainer Werner Fassbinder se stal snad nejznámějším režisérem nového německého filmu, částečně díky své nonkonformnosti a sebezničujícímu životnímu stylu. Během 15 let, kdy se ve filmu pohyboval, dokázal natočit 35 filmů, dva seriály a k tomu i zrežíroval 24 divadelních her a dvě hry rozhlasové. Ovlivněn byl francouzskou novou vlnou a politickým modernismem, jehož vliv na konci 60. let silně stoupal. Vzhledem k tomu, že začínal jako herec dramatik a divadelní režisér, dokázal Fassbinder ocenit prvky groteskní komičnosti, vybuchujícího násilí i sílu realistického užití místních dialektů. Trval však na tom, že společenskokritické umění musí zasahovat divákovy city.
Po raném Malém zmatku (Das kleine Chaos, 1966) natočil Fassbinder se svou společností Antiteater, sdružující herce a techniky, dalších jedenáct filmů. Některé používají postupy charakteristické pro Hollywood, na jiných se projevují vlivy francouzské nové vlny.

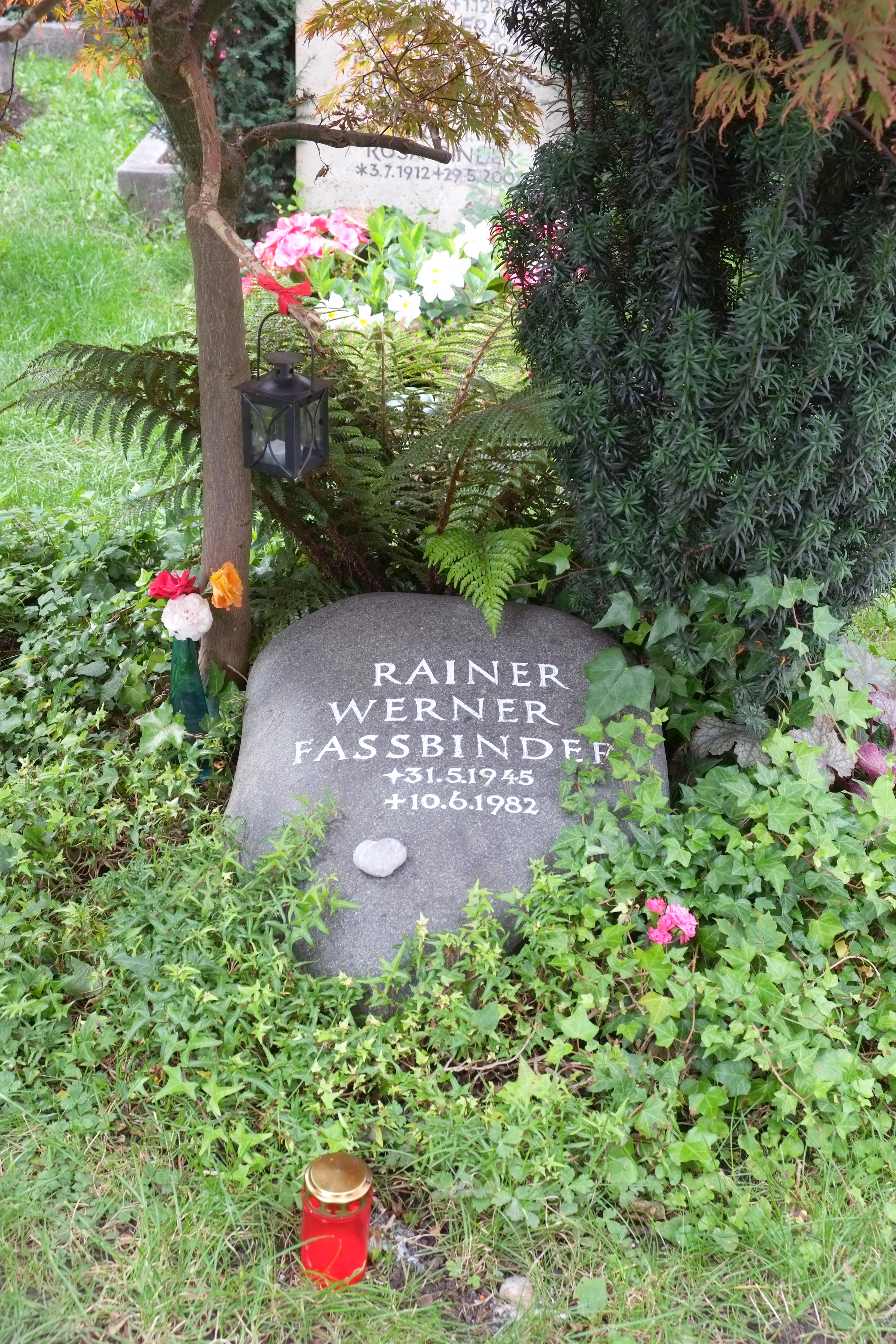
Jeho hrob na hřbitově ‚Bogenhausener Friedhof‘ v Mnichově (Bavorsko, Německo)

Poté se Fassbinder seznámil s hollywoodskými melodramaty Douglase Sirka, která začal považovat za model společenskokritického filmu angažovaného zároveň i emocionálně. Zapůsobily na něj zejména arbitrární pozitivní konce, které označil jako „nešťastné-šťastné“.
Své druhé tvůrčí stádium zahájil v roce 1971 Obchodníkem se zeleninou (Der Händler der vier Jahrenzeiten). Zde se opět projevil jako plodný autor schopný rychlého natáčení s nízkým rozpočtem. Dále jmenujme tituly jako: Hořké slzy Petry von Kantové (Die bitteren Tränen der Petra von Kant, 1972), Strach jíst duše (Angst essen Seele auf, 1973) Effie Briestová (Effie Brest, 1974) a Pěstní právo svobody (Faustrecht der Freiheit, 1975)
Fassbinder ve svých filmech opakovaně zobrazoval sobě vlastní téma homosexuality (nejvýrazněji např. Pěstní právo svobody, Touha Veroniky Vossové, Hořké slzy Petry von Kantové a zejména Querelle, který byl v Česku poprvé uveden na plátně při festivalu Mezipatra až 25 let po autorově smrti.).
Byl pohřben na hřbitově ‚Bogenhausener Friedhof‘ v Bavorsku.

## Tvůrčí styl
Na počátku své tvůrčí dráhy Fassbinder často inscenoval postavy střízlivým způsobem, blízkým fotografickým momentkám. Ve svém hollywoodském období akceptoval konvence kontinuitní střihové skladby, aby zachoval dramatickou svrchovanost, i nadále však půvab těchto filmů vděčí za mnohé pohledům snímání z odstupu, které jsou využívány k „zastření“ emocí hrdinů.
Většina Fassbinderových filmů pojednává o moci. Často se přitom soustředí na pronásledování a konformitu – ukazuje zejména, jak členové nějaké skupiny vykořisťují, trestají a šikanují outsidery. Fassbinder přichází s názorem, že i oběť sama často normy a pravidla skupiny akceptuje a věří tomu, že trest je zasloužený.

## V souladu s dobou
Po politických neúspěších roku 1968 je Fassbinderovo dílo mnohdy interpretováno jako stvrzení nemožnosti radikálních změn. Brechtovská estetika nedokázala vyvolat skutečnou revoluci. Posun tvůrcova zaměření od anarchie a výrazného politického modernismu k dílům využívajícím méně provokativní postupy uměleckého filmu a hollywoodskému stylu je v souladu s obecnými trendy evropského politického filmu 70. let.

## Filmografie, výběr

### Film
- 1966 Stadtstreicher, Der
- 1966 Malý chaos (Das Kleine Chaos)
- 1969 Liebe ist kälter als der Tod
- 1969 Katzelmacher
- 1970 Proč posedl amok pana R.
- 1970 Bohové plakátů (Götter der Pest)
- 1970 Americký voják (Der Amerikanische Soldat)
- 1971 Whity
- 1971 Warnung vor einer heiligen Nutte
- 1972 Obchodník se zeleninou
- 1972 Hořké slzy Petry von Kantové
- 1974 Strach jíst duše
- 1974 Effi Briestová
- 1975 Faustrecht der Freiheit
- 1975 Cesta matky Küsterové do nebe
- 1976 Satansbraten
- 1976 Chinesisches Roulette
- 1978 Zoufalství
- 1978 V roce se třinácti úplňky
- 1979 Manželství Marie Braunové
- 1981 Lola
- 1981 Lili Marleen
- 1982 Touha Veroniky Vossové
- 1982 Querelle

### TV film
- 1970 Die Niklashauser Fart
- 1970 Das Kaffeehaus
- 1971 Rio das Mortes
- 1971 Pioniere in Ingolstadt
- 1972 Bremer Freiheit
- 1972 „Acht Stunden sind kein Tag“ (TV seriál)
- 1973 Wildwechsel
- 1973 Welt am Draht
- 1974 Nora Helmer
- 1974 Martha
- 1975 Strach před strachem
- 1976 Ich will doch nur, daß ihr mich liebt
- 1977 Frauen in New York
- 1977 Bolwieser
- 1980 Berlín, Alexandrovo náměstí (TV seriál)

### Dokument
- 1978 Německo na podzim
- 1981 Theater in Trance